# 30441 Curly
30441 Curly è un asteroide della fascia principale. Scoperto nel 2000, presenta un'orbita caratterizzata da un semiasse maggiore pari a 3,1272981 UA e da un'eccentricità di 0,1543346, inclinata di 6,49028° rispetto all'eclittica.